# Alicja Szymczak
Alicja Szymczak (ur. 3 grudnia 1947 w Łodzi) – polski historyk. 

## Życiorys
Absolwentka historii na Uniwersytecie Łódzkim (1970). Doktorat w 1982 (Urzędnicy łęczyccy, sieradzcy i wieluńscy do połowy XV w.) i habilitacja w 1999 (Szlachta sieradzka w XV wieku. Magnifici et generosi) tamże. W 2013 otrzymała nominację profesorską. W latach 2001-2011 była kierownikiem Zakładu Nauk Pomocniczych Historii w Instytucie Historii Uniwersytetu Łódzkiego. Zajmuje się: genealogią i heraldyką rycerstwa ziem Polski centralnej, biografistyką, prozopografią, dyplomatyką, archiwistyką oraz epigrafiką staropolską.
Jej mężem jest Jan Szymczak.

## Wybrane publikacje
- Urzędnicy łęczyccy i sieradzcy do połowy XV wieku, Łódź 1984.
- (współautor: Janusz Bieniak) Urzędnicy łęczyccy, sieradzcy i wieluńscy XII-XV wieku. Spisy, Wrocław 1985.
- Szlachta sieradzka w XV wieku. Magnifici et generosi, Łódź 1998.
- Corpus insciptionum Poloniae, t. 5: Województwo skierniewickie, pod red. R. Rosina, z. 1: Skierniewice i region, wyd. A. Szymczakowa, Warszawa-Łódź 1991.
- Corpus inscriptionum Rudensium, wyd. J. Szymczak, A. Szymczakowa, Katowice 1996.
- (współredaktor: M. Nartonowicz-Kot) W służbie historii i społeczeństwa. Z dziejów Oddziału Łódzkiego Polskiego Towarzystwa Historycznego 1927–2007, Łódź 2007.
- (redakcja) Wieluń. Monografia miasta, t. 2: Dzieje miasta 1793–1945, Łódź–Wieluń 2008.
- (redakcja) Człowiek w średniowieczu. Między biologią a historią, Łódź 2009.
- (redakcja) Wieluń. Monografia miasta, t. 3: Dzieje miasta 1945–1989, Łódź–Wieluń 2009
- (redakcja) Wieluń. Monografia miasta, t. 1: Dzieje miasta do 1792 roku, Łódź–Wieluń 2011.
- Nobiles Siradienses. Rody Porajów, Pomianów, Gryfów, Kopaczów i Pobogów, Warszawa 2011